# محمد مارانی
محمد مارانی (زاده ۱۳۴۲ ماران‌قلعه، جیرفت) سرتیپ سپاه پاسداران انقلاب اسلامی است، که هم‌اکنون به‌عنوان فرمانده قرارگاه مدینه منوره فعالیت می‌کند و فرمانده ارشد سپاه در استان‌های فارس، هرمزگان و بوشهر است.
وی فعالیت نظامی را از سال ۱۳۶۱ در نیروی زمینی سپاه پاسداران آغاز کرد و در خلال جنگ ایران و عراق از فرمانده گردان‌های لشکر ۴۱ ثارالله بود.
مارانی از ۱۳۸۴ تا ۱۳۸۵ به‌عنوان فرمانده تیپ یکم سیدالشهدا لشکر ۴۱ ثارالله و از ۱۳۸۵ تا ۱۳۸۷ به‌عنوان جانشین فرمانده لشکر ۴۱ ثارالله فعالیت می‌کرد. وی در سال ۱۳۸۷ به مدت چند ماه معاون هماهنگ‌کننده سپاه ثارالله کرمان بود، سپس تا ۱۳۹۰ جانشینی فرمانده قرارگاه قدس را برعهده داشت. او از ۱۳۹۰ تا ۱۳۹۳ به‌عنوان فرمانده سپاه امام سجاد هرمزگان فعالیت می‌کرد، در فاصله سالهای ۱۳۹۳ تا ۱۳۹۸ فرمانده قرارگاه قدس بود و از اسفندماه ۱۳۹۸ تاکنون نیز فرماندهی قرارگاه مدینه منوره را برعهده دارد. مارانی در سال ۱۳۹۵ درجه سرتیپی دریافت کرد.